# 沃切特
沃切特（Watchet）是英國的一個港口城市和民政教區，位於西南英格蘭索美塞特郡，臨布里斯托灣。沃切特有人口3,785人。當地的主要產業是港口。在歷史上沃切特港以貿易功能為主，現在觀光產業也很重要。

## 外部連結
- Watchet Town Council （页面存档备份，存于）
- Visit Watchet （页面存档备份，存于）
- 中的“Watchet”